# SUPER SHOW 6
《SUPER JUNIOR WORLD TOUR - SUPER SHOW 6》는 그룹 슈퍼주니어의 7집 발매를 기반으로 개최된 6번째 콘서트 투어이다. 팬덤 내에서는 6번째 슈퍼쇼라는 의미에서 육퍼쇼라고 약칭하기도 한다.

## 개요
2014년 7월 7일, SM 엔터테인먼트는 슈퍼주니어의 정규 7집 발표와 리더 이특의 전역에 앞서 슈퍼주니어 공식 홈페이지를 통해 SUPER SHOW 6의 서울 공연 일정을 발표하였다. 당초 2회 공연으로 예정되었으나 SUPER SHOW 100회 공연을 국내에서 장식하기를 염원하는 국내 팬들의 성원에 힙입어 9월 19일의 일정이 추가되었다. 이로서 슈퍼주니어의 콘서트 브랜드 〈SUPER SHOW〉는 9월 21일 공연을 기하여 통산 100회를 돌파하는 기록을 세웠다. 슈퍼주니어는 앙코르 공연과 함께 예성을 가세한 총 10개월간의 투어를 통해 540,074명의 누적관객을 동원하였다.

## SUPER SHOW 6 ENCORE
자카르타 공연을 통해 해외 순회 투어를 마무리한 후, 2015년 5월 21일, SM 엔터테인먼트는 공식 홈페이지를 통해 〈SUPER SHOW 6〉의 앙코르 콘서트 일정을 공개하였고, 예매는 6월 2일 YES24를 통해 진행되었다. 본 공연에는 신동, 성민의 입대와 멤버 예성이 〈SUPER SHOW 5〉 서울 공연 이후 2년 4개월만에 합류한 9인 체제로 진행되었으며 〈Devil〉을 비롯한 7월 16일, 발표된 슈퍼주니어의 데뷔 10주년 기념 스페셜 앨범의 5곡의 수록곡들이 최초 공개되었다. 또한 일본 전역에서 양일 간의 공연 실황을 서라운드 뷰잉을 통해 생중계하여 상영하기도 하였다.

## 이모저모

### 실수 일화
7집 수록곡 〈백일몽 (Evanesce)〉을 부르던 중의 에피소드가 많았는 데 서울 공연 1일 차인 19일 공연에는 이특이 앞서 부르던 〈Don't Leave Me〉에서부터 눈물을 흘려 보는 이들을 숙연하게 하였고, 북경에서의 공연에는 희철이 멤버들 모두 원형 리프트에 오를 때 혼자만 오르지 못한 실수를 범하였으며, 방콕에서의 1일 차 공연에는 은혁을 제외한 전 멤버들이 2절이 나가는 동안 제 시간에 원형 리프트에 오르지 못하는 실수를 범해 관중들을 폭소케하였다.

### 이특의 부상
2015년 7월 11일 열렸던 SUPER SHOW 6의 서울 앙코르 공연 리허설 중 리더 이특이 발등에 찰과상을 입는 부상을 당했다. 부상은 크지 않아 콘서트는 별 무리없이 진행했고 본인의 SNS를 통해 사진을 남기면서 주위의 우려를 씻었다.

## 투어 일정
| 일정                     | 도시     | 국가       | 장소                           | 관객 동원      |
| ------------------------ | -------- | ---------- | ------------------------------ | -------------- |
| 2014년 9월 19일          | 서울     | 대한민국   | 잠실실내체육관                 | 통산 35,964명  |
| 2014년 9월 20일          | 서울     | 대한민국   | 잠실실내체육관                 | 통산 35,964명  |
| 2014년 9월 21일          | 서울     | 대한민국   | 잠실실내체육관                 | 통산 35,964명  |
| 2014년 10월 29일         | 동경     | 일본       | 도쿄 돔                        | 통산 112,388명 |
| 2014년 10월 30일         | 동경     | 일본       | 도쿄 돔                        | 통산 112,388명 |
| 2014년 11월 8일          | 홍콩     | 홍콩       | 아시아 월드 아레나             | 14,759명       |
| 2014년 11월 22일         | 북경     | 중국       | 마스터 카드 센터               | 12,882명       |
| 2014년 11월 29일         | 대북     | 타이완     | 타이베이 아레나                | 통산 25,360명  |
| 2014년 11월 30일         | 대북     | 타이완     | 타이베이 아레나                | 통산 25,360명  |
| 2014년 12월 5일          | 대판     | 일본       | 쿄세라 돔 오사카               | 통산 150,762명 |
| 2014년 12월 6일          | 대판     | 일본       | 쿄세라 돔 오사카               | 통산 150,762명 |
| 2014년 12월 7일          | 대판     | 일본       | 쿄세라 돔 오사카               | 통산 150,762명 |
| 2014년 12월 20일         | 복강     | 일본       | 미즈호 PayPay 돔 후쿠오카      | 52,874명       |
| 2015년 1월 10일          | 방콕     | 태국       | 임팩트 아레나 무앙 통 타니     | 통산 32,192명  |
| 2015년 1월 11일          | 방콕     | 태국       | 임팩트 아레나 무앙 통 타니     | 통산 32,192명  |
| 2015년 2월 7일           | 상해     | 중국       | 메르세데스 벤츠 아레나         | 14,675명       |
| 2015년 3월 1일           | 마카오   | 마카오     | 베네시안 호텔 코타이 아레나    | 14,750명       |
| 2015년 3월 29일          | 남경     | 중국       | 난징 올림픽 스포츠 센터        | 13,983명       |
| 2015년 5월 1일           | 싱가포르 | 싱가포르   | 싱가포르 인도어 스타디움       | 12,308명       |
| 2015년 5월 3일           | 자카르타 | 인도네시아 | 인도네시아 컨벤션 전시장 5-6홀 | 18,993명       |
| 2015년 7월 11일          | 서울     | 대한민국   | 올림픽체조경기장(앙코르)       | 통산 28,192명  |
| 2015년 7월 12일          | 서울     | 대한민국   | 올림픽체조경기장(앙코르)       | 통산 28,192명  |
| 총 누적 관객 - 540,074명 |          |            |                                |                |

## 세트 리스트
- Opening VCR (The Legend Of SS6) -

- Entrance Show (Take Over The Stage) -
- Twins (Knock Out)
- 미인아 (BONAMANA)_SS6 Ver.
- NANTA (Performed By 성민 With 국립민족예술단)
- Sorry, Sorry_SS6 Ver. (Drum Performed By 희철)

- VCR #2 (Chasing) -
- U
- Dear. TWO (은혁 Solo)
- 춤을 춘다 (Midnight Blues)
- 그녀는 위험해 (She Wants It)

- Ment -
- Mr. Simple

- VCR #3 (친구... 설레임) -
- Don't Leave Me
- 백일몽 (Evanesce)

- Ment21일 생략 -

- VCR #4 -
- 나의 생각, 너의 기억 (My Thoughts, Your Memories) (규현 Solo)
- 상심 (Heartbroken)[16](강인 Solo)
- 사랑한다는 흔한 말 (Never Got To Say That I Love You)[17](려욱 Solo)
- THIS IS LOVE
- Islands

- VCR #5 -
- Swing (KR/슈퍼주니어-M)
- Fantastic (헨리 Solo)
- 太贪心 (Blind) (조미 Solo)
- 1+1=LOVE (슈퍼주니어-D&E)
- MOTORCYCLE (KR/슈퍼주니어-D&E)
- Hello (슈퍼주니어-D&E)
- 떴다 오빠 (Oppa, Oppa) (슈퍼주니어-D&E)

- VCR #6 -
- Nothin' On You[18](이특 Solo, Feat. 성민)

- VCR #7 -
- 야생마 (Wild Horse)[19](시원 Solo)

- VCR #8 -
- 슈퍼주니어 엘사 콘테스트
- 로꾸거!!!

- VCR #9 -
- 잊지 말아요 (Don't Forget Me)[20][21](신동 Solo)

- Ment -
- Too Many Beautiful Girls
- Team One Sound Remix Medley

1. Shirt
2. Rockstar
3. Let's Dance

- Encore VCR (The Rising) -
- MAMACITA (아야야)

- Ment / Special VCR + SUPER SHOW 100th Anniversary Celebration21일 -
- Walkin'
- 너로부터 (From U)

- Ment -
- 하루 (HARU)

- Opening VCR (The Legend Of SS6) -

- Entrance Show (Take Over The Stage) -
- Twins (Knock Out)
- 美人 (BONAMANA)_SS6 Ver.
- NANTA (Performed By 성민)
- Sorry, Sorry_SS6 Ver. (Drum Performed By 희철)

- VCR #2 (Chasing) -
- U
- Dear. TWO (은혁 Solo)
- 춤을 춘다 (Midnight Blues)
- 그녀는 위험해 (She Wants It)

- Ment -
- Mr. Simple (JP)

- VCR #3 (친구... 설레임) -
- Don't Leave Me
- 백일몽 (Evanesce)

- Ment -

- VCR #4 -
- 나의 생각, 너의 기억 (My Thoughts, Your Memories) (규현 Solo)
- 상심 (Heartbroken)(강인 Solo)
- 三日月[22](려욱 Solo)
- THIS IS LOVE_Stage Ver.
- Islands

- VCR #5 -
- Swing (KR/슈퍼주니어-M)

- Ment (슈퍼주니어-M) -
- A-Oh! (KR/슈퍼주니어-M)
- Fantastic (JP/헨리 Solo)
- 太贪心 (Blind) (조미 Solo)
- 1+1=LOVE (슈퍼주니어-D&E)
- Hello30일 한정 (JP/슈퍼주니어-D&E)

- VCR #6 -
- Nothin' On You (이특 Solo, Feat. 성민)

- VCR #7 -
- 야생마 (Wild Horse) (시원 Solo)

- VCR #8 -
- 슈퍼주니어 엘사 콘테스트
- 로꾸거!!!

- VCR #9 (신동 - 잊지 말아요 (Don't Forget Me)) -

- Ment -
- Too Many Beautiful Girls
- Team One Sound Remix Medley

1. Shirt
2. Rockstar
3. Let's Dance

- Encore VCR (The Rising) -
- MAMACITA (아야야)

- Ment -
- ★BAMBINA★
- 너로부터 (From U)

- Ment -
- 하루 (HARU)

- Opening VCR (The Legend Of SS6) -

- Entrance Show (Take Over The Stage) -
- Twins (Knock Out)
- 미인아 (BONAMANA)_SS6 Ver.
- NANTA (Performed By 성민)
- Sorry, Sorry_SS6 Ver. (Drum Performed By 희철)

- VCR #2 (Chasing) -
- U
- Dear. TWO (은혁 Solo)
- 춤을 춘다 (Midnight Blues)
- 그녀는 위험해 (She Wants It)

- Ment -
- Mr. Simple

- VCR #3 (친구... 설레임) -
- Don't Leave Me
- Islands베이징, 타이베이, 방콕, 마카오 / 백일몽 (Evanesce)홍콩, 상하이

- VCR #4 -
- 나의 생각, 너의 기억 (My Thoughts, Your Memories) (규현 Solo)
- 광화문에서북경, 방콕, 상해 / 在光化门 (At Gwanghwamun)대북, 마카오 (규현 Solo)홍콩 제외
- 상심 (Heartbroken) (강인 Solo)
- 七里香[24]홍콩, 북경, 대북, 상해, 마카오 / มันคงเป็นความรัก방콕 (려욱 Solo)
- THIS IS LOVE_Stage Ver.
- 백일몽 (Evanesce)북경, 대북, 방콕, 마카오 / Islands홍콩, 상해

- VCR #5 -
- Swing (슈퍼주니어-M)

- Ment (슈퍼주니어-M) -
- A-Oh! (슈퍼주니어-M)
- Smooth Criminal[25]방콕, 상해, 마카오+ Fantastic (헨리 Solo)

- VCR #6 -
- Rewind (조미 Solo)

- Ment (조미, 헨리)홍콩 제외 -
- 1+1=LOVE (슈퍼주니어-D&E)
- MOTORCYCLE (KR/슈퍼주니어-D&E)
- Hello (슈퍼주니어-D&E)
- 떴다 오빠 (Oppa, Oppa) (슈퍼주니어-D&E)

- VCR #7 -
- Nothin' On You (Feat. 성민)홍콩, 베이징, 타이베이 / LOST STARS[26]방콕, 상하이, 마카오 (이특 Solo)

- VCR #8 -상해 제외
- 야생마 (Wild Horse)상해 제외 (시원 Solo)

- VCR #9 -
- 슈퍼주니어 엘사 콘테스트
- 로꾸거!!!

- VCR #10 (신동 - 잊지 말아요 (Don't Forget Me)) -

- Ment -
- Too Many Beautiful Girls
- Team One Sound Remix Medley

1. Shirt
2. Rockstar
3. Let's Dance

- Encore VCR (The Rising) -
- MAMACITA (아야야)

- Ment -
- Walkin'
- 너로부터 (From U)

- Ment -
- 하루 (HARU)

- Opening VCR (The Legend Of SS6) -

- Entrance Show (Take Over Ther Stage) -
- Twins (Knock Out)
- 美人 (BONAMANA)_SS6 Ver.
- NANTA (Performed By 성민)
- Sorry, Sorry_SS6 Ver. (Drum Performed By 희철)

- VCR #2 (Chasing) -
- U
- Dear. TWO (은혁 Solo)
- 춤을 춘다 (Midnight Blues)
- 그녀는 위험해 (She Wants It)

- Ment -
- Mr. Simple (JP)

- VCR #3 (친구... 설레임) -
- Don't Leave Me
- 백일몽 (Evanesce)

- VCR #4 -
- 나의 생각, 너의 기억 (My Thoughts, Your Memories) (규현 Solo)
- 광화문에서 (At Gwanghwamun) (규현 Solo)
- Your Eyes Only ~희미한 나의 윤곽~[27](강인 Solo)
- 三日月 (려욱 Solo)
- THIS IS LOVE_Stage Ver.
- Islands

- VCR #5 -
- Swing (KR/슈퍼주니어-M)

- Ment (슈퍼주니어-M) -
- A-Oh! (KR/슈퍼주니어-M)
- Smooth Criminal + Fantastic (JP) (헨리 Solo)

- VCR #6 -
- Rewind (KR/조미 Solo)

- Ment (조미, 헨리) -
- 1+1=LOVE (슈퍼주니어-D&E)
- MOTORCYCLE (슈퍼주니어-D&E)
- Hello (JP/슈퍼주니어-D&E)
- Oppa, Oppa (슈퍼주니어-D&E)

- VCR #7 -
- LOST STARS (이특 Solo)

- VCR #8 -
- 야생마 (Wild Horse)대판 / 家族になろうよ (가족이 되자)복강[28](시원 Solo)

- VCR #9 -
- 슈퍼주니어 엘사 콘테스트
- 로꾸거!!!

- VCR #10 (신동 - 잊지 말아요 (Don't Forget Me)) -

- Ment -
- Too Many Beautiful Girls
- Team One Sound Remix Medley

1. Shirt
2. Rockstar
3. Let's Dance

- Encore VCR (The Rising) -
- MAMACITA -AYAYA-[29]

- Ment -
- ★BAMBINA★
- 너로부터 (From U)

- Ment -
- 하루 (HARU)

- Opening VCR (The Legend Of SS6) -

- Entrance Show (Take Over The Stage) -
- Twins (Knock Out)
- 미인아 (BONAMANA)_SS6 Ver.
- Sorry, Sorry_SS6 Ver. (Drum Performed By 희철)

- VCR #2 (Chasing) -
- U
- Dear. TWO (은혁 Solo)
- 춤을 춘다 (Midnight Blues)
- 그녀는 위험해 (She Wants It)

- Ment -
- Mr. Simple

- VCR #3 (친구... 설레임) -
- Don't Leave Me
- Islands

- VCR #4 -
- 나의 생각, 너의 기억 (My Thoughts, Your Memories) (규현 Solo)
- 在光化门 (At Gwanghwamun) (규현 Solo)
- 상심 (Heartbroken) (강인 Solo)
- 七里香 (려욱 Solo)
- THIS IS LOVE_Stage Ver.
- 백일몽 (Evanesce)

- VCR #5 -
- Swing (슈퍼주니어-M)

- Ment (슈퍼주니어-M) -
- A-Oh! (슈퍼주니어-M)
- Smooth Criminal + Fantastic (헨리 Solo)

- VCR #6 -
- Rewind (조미 Solo)

- Ment (조미, 헨리) -
- 1+1=LOVE (슈퍼주니어-D&E)

- VCR #7 -
- 너는 나만큼 (Growing Pains) (슈퍼주니어-D&E)

- VCR #8 -
- LOST STARS (이특 Solo)

- VCR #9 -
- 슈퍼주니어 엘사 콘테스트
- 로꾸거!!!

- VCR #10 (신동 - 잊지 말아요 (Don't Forget Me)) -

- Ment -
- Too Many Beautiful Girls
- Team One Sound Remix Medley

1. Shirt
2. Rockstar
3. Let's Dance

- Encore VCR (The Rising) -
- MAMACITA (아야야)

- Ment -
- 너로부터 (From U)

- Ment + Sudden Dance Time (촉이 와 (Can You Feel It?)) -
- 하루 (HARU)

- Opening VCR (The Legend Of SS6) -

- Entrance Show (Take Over The Stage) -
- Twins (Knock Out)
- 미인아 (BONAMANA)_SS6 Ver.
- Sorry, Sorry_SS6 Ver. (Drum Performed By 희철)

- VCR #2 (Chasing) -
- U
- Dear. TWO (은혁 Solo)
- 춤을 춘다 (Midnight Blues)
- 그녀는 위험해 (She Wants It)

- Ment -
- Mr. Simple

- VCR #3 (친구... 설레임) -
- Don't Leave Me
- Islands

- VCR #4 -
- 나의 생각, 너의 기억 (My Thoughts, Your Memories) (규현 Solo)
- 광화문에서 (At Gwanghwamun) (규현 Solo)
- 상심 (Heartbroken) (강인 Solo)
- 七里香싱가포르 / Bunga Terakhir자카르타[30](려욱 Solo)
- THIS IS LOVE_Stage Ver.
- 백일몽 (Evanesce)

- VCR #5 -
- Swing (슈퍼주니어-M)

- Ment (슈퍼주니어-M) -
- A-Oh! (슈퍼주니어-M)
- Smooth Criminal + Fantastic (헨리 Solo)

- VCR #6 -
- Rewind (조미 Solo)

- Ment (조미, 헨리) -
- 1+1=LOVE (슈퍼주니어-D&E)

- VCR #7 -
- 너는 나만큼 (Growing Pains) (슈퍼주니어-D&E)

- Ment (이특, 시원) -
- LOST STARS[31](시원 Solo)
- Hello[32](이특 Solo)

- VCR #9 -
- 슈퍼주니어 엘사 콘테스트
- 로꾸거!!!

- VCR #10 (신동 - 잊지 말아요 (Don't Forget Me)) -

- Ment -
- Too Many Beautiful Girls
- Team One Sound Remix Medley

1. Shirt
2. Rockstar
3. Let's Dance

- Encore VCR (The Rising) -
- MAMACITA (아야야)

- Ment -
- 너로부터 (From U)

- Ment -
- 하루 (HARU)

- Opening VCR (The Legend Of SS6) -

- Entrance Show (Take Over The Stage) -
- Twins (Knock Out)
- 미인아 (BONAMANA)_SS6 Ver.
- Sorry, Sorry_SS6 Ver. (Drum Performed By 희철)

- VCR #2 (Chasing) -
- U
- Dear. TWO (은혁 Solo)
- 춤을 춘다 (Midnight Blues)
- 그녀는 위험해 (She Wants It)

- Ment -
- Mr. Simple

- VCR #3 (친구... 설레임) -
- 별이 뜬다 (Stars Appear...)
- 도로시 (Dorothy) (슈퍼주니어-K.R.Y.)

- Ment (슈퍼주니어-K.R.Y.) -
- 먹지 (Gray Paper) (예성 Solo)
- 끝사랑[33](려욱 Solo)
- 광화문에서 (At Gwanghwamun) (규현 Solo)

- VCR #4 -
- LOST STARS (시원 Solo)

- VCR #5 -
- 같은 시간속의 너[34](강인 Solo)

- VCR #6 -
- Hello (이특 Solo)

- VCR #7 -
- 너는 나만큼 (Growing Pains) (슈퍼주니어-D&E)
- Don't Wake Me Up (슈퍼주니어-D&E)

- VCR #8 -
- Swing (KR/슈퍼주니어-M)

- Ment (슈퍼주니어-M) -
- A-Oh! (KR/슈퍼주니어-M)
- Bad Girl (헨리 Solo)
- Rewind (KR/조미 Solo)

- VCR #9 -
- 차근차근 (Way For Love)
- 행복 (Full Of Happiness)
- Disco Drive_SS2 Ver.
- Dancing Out_SS3 Ver.
- Wonder Boy

- VCR #10-

- VCR #11 (〈Devil〉 Teaser) -
- Devil

- Ment + Costume Change -
- Too Many Beautiful Girls
- Team One Sound Remix Medley

1. Shirt
2. Rockstar
3. Let's Dance

- 촉이 와 (Can You Feel It?)

- Encore VCR (The Rising) -
- MAMACITA (아야야)

- Ment -
- 너로부터 (From U)

- Ment -
- Alright

## 관련 디스코그래피

### CD
| 종류       | 앨범 정보                                                                            |
| ---------- | ------------------------------------------------------------------------------------ |
| 라이브앨범 | SUPER JUNIOR WORLD TOUR LIVE ALBUM 《'SUPER SHOW 5 & 6'》 - 발매일 : 2015년 11월 6일 |

### DVD
| 종류 | DVD 정보                                                                 |
| ---- | ------------------------------------------------------------------------ |
| DVD  | SUPER JUNIOR WORLD TOUR 《'SUPER SHOW 6'》 DVD - 발매일 : 2016년 1월 7일 |

## 제작
- 슈퍼주니어 (이특, 희철, 예성서울 앙코르 한정, 강인, 신동서울 한정, 성민서울 ~ 마카오, 은혁, 시원, 동해, 려욱, 규현), 조미, 헨리
- 주최 : SM 엔터테인먼트
- 주관 : 드림메이커, 드림시큐리티
- 후원
  - 서울 : G마켓
  - 대북 : ibon
  - 방콕 : True Move H
  - 싱가포르 : ONE Production
  - 자카르타 : SYNERGISM Entertainment
  - 서울 앙코르 : YES24
- 총감독 : 오오쿠보 마사오